# Nest-Sotra Fotball
El Nest-Sotra Fotball es un equipo de fútbol de Noruega que está inactivo.

## Historia
Fue fundado en el año 1968 en la ciudad de Skålvik, aunque su sede se encuentra en Ågotnes, y ha pasado la mayor parte de su historia en la Fair Play ligaen, la tercera división de Noruega, aunque consiguieron el ascenso a la Adeccoligaen por primera vez para la temporada 2014.

## Palmarés
- Fair Play ligaen: 2

2013, 2017
- Tercera División de Noruega: 1

2004